# Nicolas Lesgret
Nicolas Lesgret est un maître écrivain juré français, actif à la fin du XVIIe siècle.

## Biographie
Il est né à Reims vers 1638 et fut reçu en 1659 dans la Communauté des maîtres écrivains jurés de Paris. Il figure en 1664 et 1667 dans la liste des maîtres écrivains jurés de Paris devant élire un nouveau syndic pour leur communauté et fut aussi syndic de cette communauté.
Actif à Paris et à la cour de Versailles, il a été secrétaire de la Chambre du roi et maître d'écriture de l'Académie royale de la Grande-Écurie (ce qui signifie qu'il enseignait l'écriture aux pages, des jeunes nobles qui apprenaient là l'équitation, les armes, etc.) . Il est mort à Paris le 11 avril 1701.

## Œuvres gravées

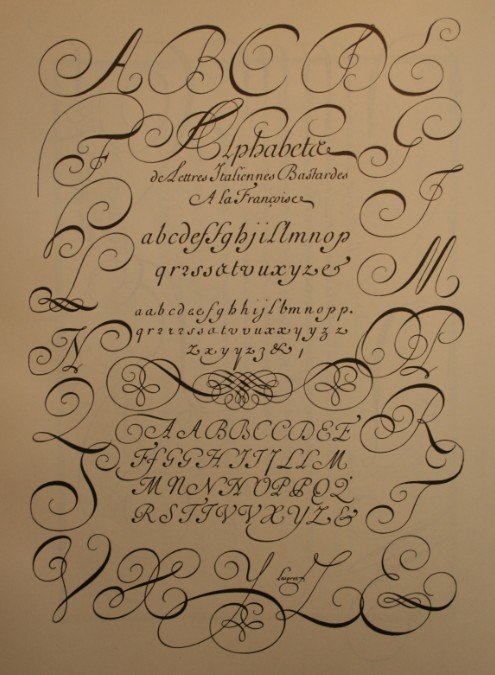
Un exemple de N. Lesgret, 1694.

- Le Livre d'exemplaires composé de toutes sortes de letres de finance et italienne bastarde, avec des instructions famileres touchant les preceptes generaux qu'il faut observer, pour bien imiter les exemples qui y sont compris. Paris : 1694, gravé par Claude Auguste Berey. 2°, IV-10 p. et 22 pl. gravées par Claude Auguste Berey. (Avignon BM, Paris BNF, Paris BHVP). Cat. Hutton n° 51. Deux planches repr. dans Jessen 1936 pl. 174-175. Ouvrage dédié à Louis de Lorraine-Guise, comte d'Armagnac (1641-1718). Le privilège pour l'impression de cet ouvrage lui est délivré le 30 décembre 1670 et enregistré sur le livre de la Communauté des imprimeurs et libraires de Paris en février 1694[5].

Réémis en 1696, en 1713 chez Jean Mariette (Paris BHVP, London NLA), et en 1736 chez le même - en fait après 1742 - (Cambridge (MA) HUL). Becker 1997 n° 97.
- Le Nouveau livre d'écritures italienne et bâtarde. Paris : J. Mariette, s.d. 4° obl. partiellement gravé par Claude Auguste Berey. (Lille BM).

## Œuvres manuscrites
- Pièce manuscrite : Paris BHVP (voir Mediavilla p. 263).
- Supplique autographe adressée par Nicolas Lesgret au syndic et aux anciens maîtres écrivains jurés de la Ville de Paris, afin de subir les examens nécessaires à son admission dans la corporation. Bibliothèque Mazarine, MS 4767.